# Pseudoperma patruelis
Pseudoperma patruelis là một loài bọ cánh cứng trong họ Cerambycidae.